# Никифорова, Мария Григорьевна
Мария Григорьевна Никифорова, или Маруся Никифорова (1885, Александровск, Екатеринославская губерния — 16 сентября 1919, Севастополь, Таврическая губерния) — предводительница анархистов на территории юго-востока Украины и юга России, соратница Нестора Махно. Примкнула к анархическому движению в 16 лет. Известна под именем Маруся. В годы Гражданской войны становится одним из самых заметных и авторитетных командиров анархистских отрядов Херсонской, Екатеринославской и Таврической губерний.

## Биография

### Ранние годы
Мария родилась в городе Александровск (ныне Запорожье, Украина) Екатеринославской губернии в 1885 году. Отец Марии был офицером и героем русско-турецкой войны (1877—1878). В 16-летнем возрасте Мария покинула родительский дом. Работала няней, писарем, мыла бутылки на ликёро-водочном заводе, где присоединилась к анархо-коммунистическому движению.
Мария легко приняла концепцию немотивированного террора. Участвовала в ряде экспроприаций, включая ограбление банков. Наиболее известными террористическими акциями с участием Маруси стали взрыв кафе Либмана и галантерейного магазина в Одессе, а также взрыв вагона первого класса в поезде около Никополя. Чуть позже от взрыва бомбы, брошенной Марусей, погиб администратор одного завода, а сам завод был остановлен на две недели.
В 1907 году в Херсоне на её след напала полиция. Маруся пыталась покончить с собой, взорвав бомбу, но взрыва не получилось. Маруся предстала перед судом. Её якобы обвинили в ряде экспроприационных актов и четырёх убийствах. По этим обвинениям она была приговорена к смертной казни, позднее приговор был изменен на пожизненное заключение. В мемуарах сокамерницы Акинфиевой-Никитинаной эта версия опровергается: на самом деле Никифорова была осуждена за участие в групповом убийстве пристава в Старобельске Екатеринославской губернии и получила срок на каторге. На суде вела себя недостойно политической: то угрожала, то рыдала и раскаивалась. Называла себя то эсеркой, то анархисткой, но не имела даже элементарного представления об их политических платформах. Сокамерницы относились к ней с большим недоверием. Однако летом 1909 года привлекли к коллективному побегу из Новинской тюрьмы. Перебралась в Париж, где пути беглянок разошлись.
С 1913 года становится известна под именем Маруся, которое ей видимо, нравилось, так как она подписывалась именно этим именем. В Париже вышла замуж за польского анархиста Витольда Бжостека. В 1913 году некоторое время провела в особняке «Отель Бирон» (ныне это музей Родена). Училась у Родена, и тот отмечал ее несомненный талант.
С началом Первой мировой войны она вместе с Петром Кропоткиным заняла резко антинемецкую позицию. Окончив французскую офицерскую школу, Мария воевала на македонском фронте.

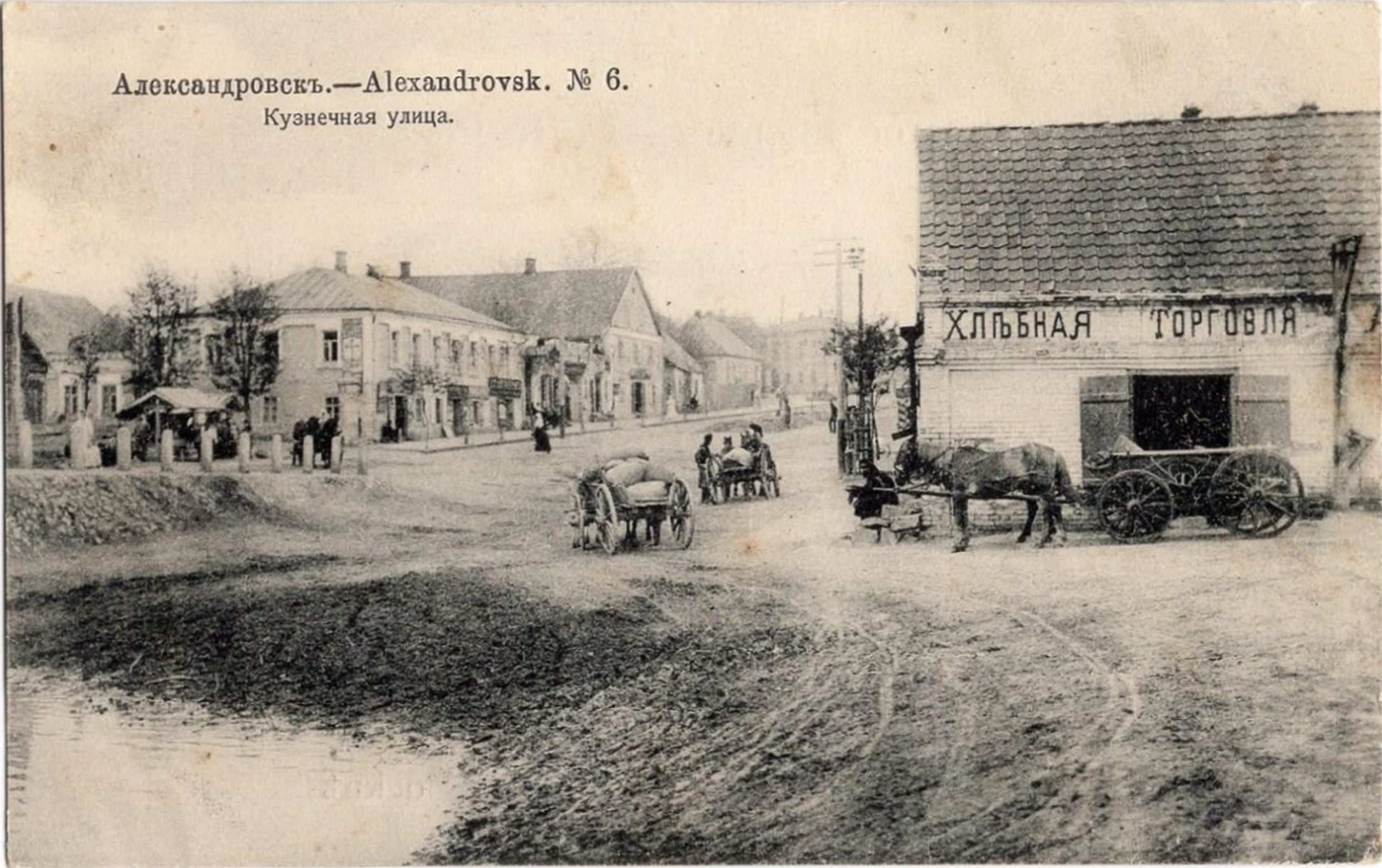
Александровск в конце XIX века.

### Возвращение в Россию
После Февральской революции Маруся возвращается в Петроград. В Кронштадте она организовала анархистские съезды. Летом 1917 года Маруся возвращается в свой родной город Александровск (Запорожье). Александровская федерация анархистов вновь организовалась в июне 1917 года и приобрела традиционную для города анархо-коммунистическую окраску. Появление в составе федерации известного деятеля социалистического движения, которым, безусловно, можно считать Марусю, в корне изменило ситуацию. Ораторские способности Никифоровой и её имидж женщины-революционерки снискали себе приверженцев среди городских рабочих. После того, как Маруся проводит удачную экспроприацию одного миллиона рублей из кассы александровского заводчика Бадовского, она прочно занимает место неформального лидера федерации. Прибыв в город, она организует отряды Чёрной гвардии, которая терроризирует местную власть, в особенности армейских офицеров и буржуа. Целью Никифоровой было полное разрушение государственной власти в городе.
В это время она находилась под влиянием идей Аполлона Карелина, который пропагандировал стратегию союза с большевиками ради достижения анархических целей. Маруся согласилась сотрудничать с большевиками только в военном контексте и полностью отвергала политическое сотрудничество.
В августе 1917 года Маруся захватила арсенал в Орехове, разоружила, расстреляв офицеров, гарнизон (две роты Преображенского полка) и передала оружие махновцам.
После захвата советскими отрядами Александровска в январе 1918 года, она вместе со своим новым союзником Нестором Махно начала переговоры с большевиками о предоставлении анархистам места в городском революционном совете. Почвой для союзнических отношений с Махно изначально был анархизм. Но вскоре «Маруся стала обвинять Нестора в игнорировании идей анархизма… Она призывала к кровавой борьбе с эксплуататорами, к борьбе против украинского национализма»
.
В совете Никифорова заняла место заместителя председателя Ревкома (председателем был избран большевик Т. Михелович). Нестору Махно досталась, по его словам, «грязная» должность председателя «военно-революционной комиссии». Махно обязывали решать судьбу арестованных большевиками людей, обвинявшихся в контрреволюционной деятельности. Через несколько недель он отказался от подобного сотрудничества вследствие недостаточного радикализма совета.

### Дружина
В декабре 1917 года Чёрная гвардия Маруси помогала устанавливать советскую власть в Харькове, Екатеринославе и Александровске (Запорожье). Созданная ею при содействии командующего советскими войсками на юге России В. А. Антонова-Овсеенко «Вольная боевая дружина» воевала с Белой гвардией, немецкими оккупационными войсками и украинскими националистами при установлении советской власти в Елисаветграде.
Бойцы Маруси были прилично снаряжены. К примеру, они регулярно получали пищу, а не находились подобно большинству красноармейцев «на подножном корму». В распоряжении «дружины» имелись два орудия и бронеплатформа. В вагонах перевозились броневики, кони, тачанки. При необходимости эшелон выгружал из себя десантные отряды, действующие в удаленных от железной дороги местностях, что тоже выгодно отличало «дружину». Внешний вид бойцов отряда носил на себе отпечаток оригинальности. «Дружинники» старались поддерживать популярную в те годы моду «под анархиста», обязательным элементом которой должны были быть длинные волосы и пестрота одежды. Как вспоминал позже чекист И. Матусевич, «вид у… бойцов отряда был, мягко говоря, необычным… Здесь были и офицерские френчи, накрест опоясанные пулеметными лентами, и лихо заломленные бараньи шапки. Кто-то щеголял в до блеска начищенных добротных сапогах, за голенищами которых поблескивали черкесские ножи. Из-под расстегнутых солдатских и офицерских шинелей виднелись штатские пиджаки и крестьянские сорочки. Под стать своему войску была и Никифорова». Знаменем дружины стало чёрное полотнище из чистого шелка с надписью: «Анархия — мать порядка». Лозунги дружины: «Освобождение рабочих — дело самих рабочих», «Да здравствует анархия», «Государство — паразит». В дружине были и моряки Черноморского флота.
В апреле 1918 года Никифорова получила благодарность от руководства большевиков за революционную деятельность. Антонов-Овсеенко, главнокомандующий большевистскими силами на юге России, был сторонником Никифоровой со времени их первой встречи в Париже. Он оказывал ей как финансовую, так и политическую поддержку. Никифорову дважды судили большевики за неподчинение командованию и мародёрство её частей: первый раз в Таганроге в апреле 1918 года и в Москве в январе 1919 года. В первом суде её оправдали, так как многие свидетели (в их числе Махно, Мокроусов и Антонов-Овсеенко, приславший телеграмму), высказались в её поддержку. 25 января 1919 года газета «Правда» сообщила о решении московского трибунала. Марусю признали виновной в дискредитации советской власти, в неподчинении местным советам в сфере военных действий. Обвинения в организации незаконных грабежей и в проведении незаконных реквизиций трибунал доказать не смог, и поэтому они были отменены. Маруся была приговорена к весьма своеобразному наказанию — лишению права занимать ответственные посты в течение шести месяцев со дня вынесения приговора, и передавалась на поруки ставшему членом ЦИК А. Карелину и В. Антонову-Овсеенко.
Возвратившись на Екатеринославщину, она отправилась в Гуляйполе, к Махно. Здесь в течение шести месяцев Маруся готовила речи Махно, организовывала пропагандистскую работу.

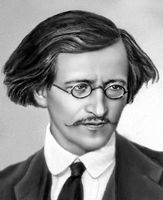
Владимир Антонов-Овсеенко, большевистский нарком

Нестор Махно (1918), соратник Маруси Никифоровой.

### Пленение и казнь
В июне 1919 года армия Нестора Махно была объявлена советской властью вне закона. Избегая войны на два фронта против белых и красных, Маруся изменила тактику борьбы.
Никифорова начала создавать полевые террористические группы, которые должны были стать основной силой анархической борьбы. Эти группы-ячейки действовали в тылу ВСЮР, а также в Крыму. Вскоре, однако, её с мужем выследила в Севастополе контрразведка Добровольческой армии. 29 июля (11 августа по новом стилю) они были арестованы. Сидела в общей камере женской части Севастопольской тюрьмы, где познакомилась с большевичкой Евгенией Багатурьянц. 3 (16) сентября суд приговорил их с мужем к смерти через повешение. Хотя в газете «Киевская жизнь» от 11 (24) сентября 1919 года, в рубрике «В освобождённой России», значится противоречивый отчёт под названием «Казнь М. Никифировой». В нём, в частности, говорится: «В Севастополе, по приговору военно-полевого суда, казнена известная Маруся Никифорова (Мария Бржостска), командирша отряда „анархистов-коммунистов“, производившая кровавые расстрелы и расправы. Обвинительный акт инкриминирует ей участие в таких расправах: в Ростове, Одессе, при взятии города Петлюрой, Мелитополе и других местах. Никифорова на суде держалась вызывающе, и, после прочтения приговора, стала бранить судей. Расплакалась она только при прощании с мужем. Муж её, Витольд Бржостек, обвинявшийся в укрывательстве, также расстрелян».

### Как она выглядела
В воспоминаниях Марусю описывают как непривлекательную женщину, иногда её выдавали за интерсекса. Чуднов, бывший махновец, писал в 1918 году: «Это была женщина тридцати двух, или тридцати пяти лет, среднего роста, с испитым преждевременно состарившимся лицом, в котором было что-то от скопца или гермафродита. Волосы острижены в кружок. На ней ловко сидел казачий бешмет с газырями. Набекрень надета белая папаха». Годом позднее в 1919 году Алексей Киселёв описывал её в его воспоминаниях так: «Около тридцати лет. Худенькая с измождённым испитым лицом, производила впечатления старой засидевшейся курсистки. Острый нос. Впалые щеки… На ней блузка и юбка, на поясе висит небольшой револьвер». Киселёв утверждает, что Маруся была кокаинисткой. Биограф Маруси Малкольм Арчибальд (Malcolm Archibald) считает, что большевистские биографы умышленно создавали непривлекательный образ анархистки: "Описания Никифоровой делятся на две категории: в одних она — отталкивающая женщина, а в других — красавица. Исключение составляет описание Маруси, оставленное видным большевиком C. Ракшой, весной 1918 года значившегося секретарем партбюро Днепровского красногвардейского отряда: «Говорили, что она женщина красивая, и что её адъютант штабс-капитан Козубченко, тоже красавец и щеголь, не спускает с неё глаз. Я застал их обоих. Маруся сидела у стола и мяла в зубах папироску. Чертовка и впрямь была красива: лет тридцати, цыганского типа, черноволосая, с пышной грудью, высоко поднимавшей гимнастёрку».
Марусю считали «своей» рабочие и махновцы, матросы и белогвардейские офицеры. Она, несомненно, обладала незаурядным умом, разносторонностью интересов, отлично владела ремеслом оратора, а также храбростью и даром влияния на людей. Обладая большой силой воли, Маруся представляла собой строптивую, непокорную натуру.
Революционерка Акинфиева-Никитина в мемуарной книге «Наш побег» конца 1920-х гг свидетельствует о Никифоровой: «Это оказался не мальчик и не девочка, а полного и редкого типа гермафродит — более грамотные из нас скоро об этом догадались и звали его „оно“. Он не был провокатором, но, конечно, половое уродство сказалось на всей психике — истерической, извращенной и аморальной. За границей, куда он попал после побега, он ориентировался на анархистов, жил странно, то в мужском, то в женском платье, имел соответственные романы, получал какие-то средства. Мы все с ним совсем разошлись».

## Образ в кино
Марусю Никифорову играет Анна Уколова в сериале «Девять жизней Нестора Махно» (2007, режиссёр — Николай Каптан).